# Hälltjärnen (Ljusdals socken, Hälsingland)
Hälltjärnen är en sjö i Ljusdals kommun i Hälsingland och ingår i Ljusnans huvudavrinningsområde.